# نيل ميتشيل (صحفي)
نيل ميتشيل (بالإنجليزية: Neil Mitchell)‏ هو صحفي أسترالي، ولد في 21 نوفمبر 1951.